# Jánkmajtis, Szabolcs-Szatmár-Bereg
Jánkmajtis  este un sat în districtul Fehérgyarmat, județul Szabolcs-Szatmár-Bereg, Ungaria, având o populație de 1.711 locuitori (2011). 

## Demografie
Componența etnică a satului Jánkmajtis
     Maghiari (83,82%)
     Romi (13,46%)
     Români (1,68%)
     Necunoscut (0,27%)
     Alții (0,76%)
Componența confesională a satului Jánkmajtis
     Reformați (44,01%)
     Romano-catolici (14,49%)
     Greco-catolici (13,27%)
     Fără religie (3,45%)
     Necunoscută (24,55%)
     Ortodocși (0,23%)
     Alte religii (7,42%)
Conform recensământului din 2011, satul Jánkmajtis avea 1.711 locuitori. Din punct de vedere etnic, majoritatea locuitorilor (83,82%) erau maghiari, existând și minorități de romi (13,46%) și români (1,68%). Apartenența etnică nu este cunoscută în cazul a 0,27% din locuitori. Nu există o religie majoritară, locuitorii fiind reformați (44,01%), romano-catolici (14,49%), greco-catolici (13,27%) și persoane fără religie (3,45%). Pentru 24,55% din locuitori nu este cunoscută apartenența confesională.